# Panjabi MC

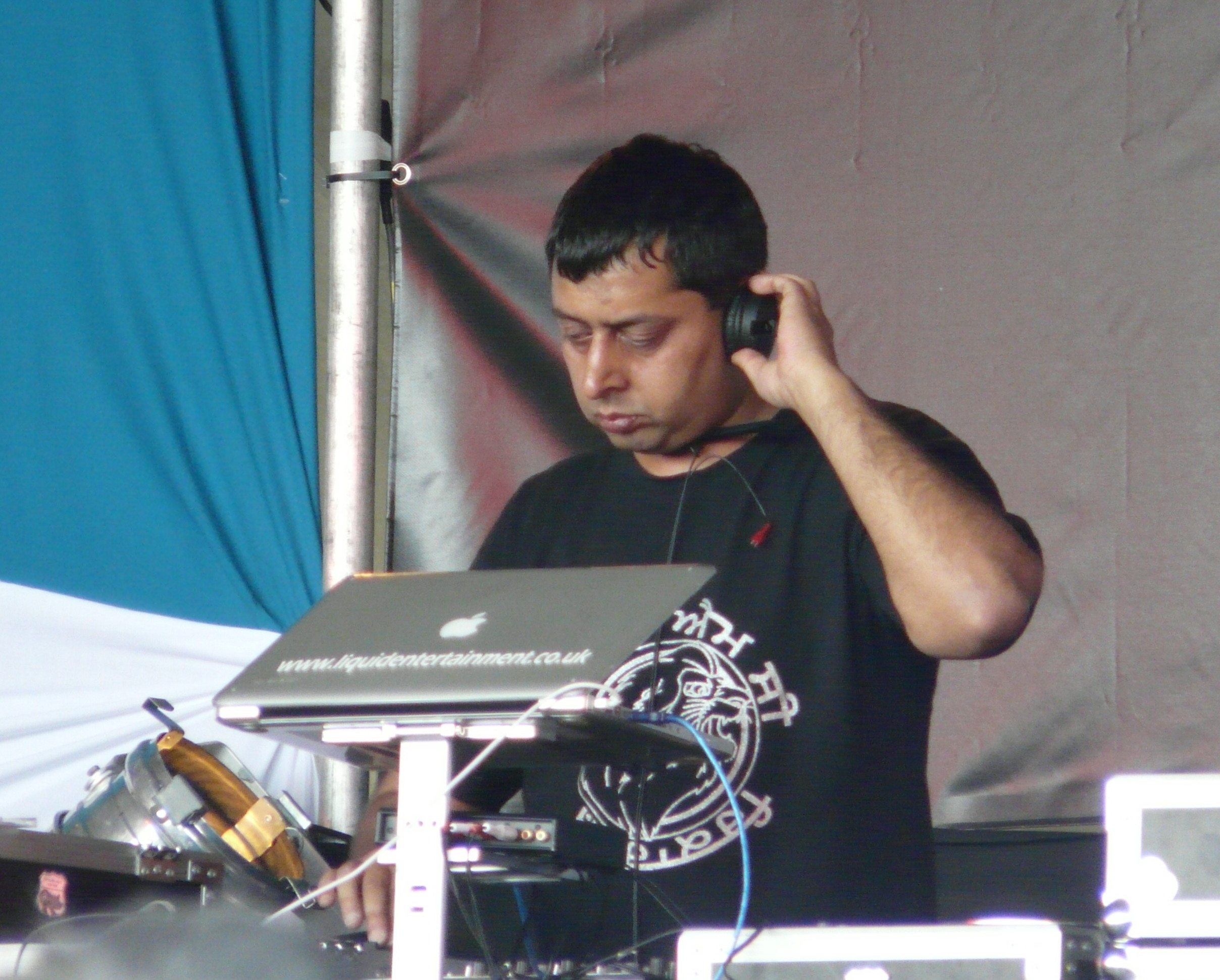
Panjabi MC i London, 2010.

Panjabi MC (född Rajinder Singh Rai) är en indisk musiker född 1971 i Coventry, England. Han är punjabier och det är därifrån hans artistnamn kommer. Hans mest kända låt är Mundian to bach ke, som slog igenom i Europa 2002 men först släpptes 1998. Låten har (uppskattningsvis) laddats ner över 10 miljoner gånger och är därmed antagligen den bhangralåt som har fått allra störst genomslag. Panjabi MC låg på trackslistan i Sverige med Mundian to bach ke i mars 2003.